# Sutherlin
Sutherlin é uma cidade localizada no estado norte-americano de Oregon, no Condado de Douglas.

## Demografia
Segundo o censo norte-americano de 2000, a sua população era de 6669 habitantes.
Em 2006, foi estimada uma população de 7306, um aumento de 637 (9.6%).

## Geografia
De acordo com o United States Census Bureau tem uma área de
13,7 km², dos quais 13,5 km² cobertos por terra e 0,2 km² cobertos por água. Sutherlin localiza-se a aproximadamente 157 m acima do nível do mar.

## Localidades na vizinhança
O diagrama seguinte representa as localidades num raio de 24 km ao redor de Sutherlin.